# Lola Todd
Lola Todd (Nova Iorque,  14 de maio de 1904 - Los Angeles, 31 de julho de 1995) foi uma atriz de cinema estadunidense da era do cinema mudo, que atuou em 27 filmes entre 1923 e 1929, a maioria deles pela Universal Pictures.

## Biografia
Todd nasceu na cidade de Nova Iorque e se mudou para Hollywood no início dos anos 1920, para entrar no meio cinematográfico. Seu primeiro papel num filme foi em 1923, no seriado The Ghost City, da Universal Pictures, e em seguida no curta-metragem Rustlin' Buster no mesmo ano, também pela Universal e ao lado de Jack Mower. Em 1924 sua carreira decolou rapidamente, e ela estrelaria em nove filmes naquele ano, entre eles o seriado  The Iron Man, e os curta-metragens Robinson Crusoe e Pocahontas and John Smith, quando interpretou Pocahontas, ambos pela Universal Pictures. Em 1925, fez apenas três filmes, mas foi uma das treze atrizes selecionadas como “WAMPAS Baby Stars” daquele ano.
The WAMPAS Baby Stars foi uma campanha promocional, patrocinada pela United States Western Association of Motion Picture Advertisers, uma associação de anunciantes de cinema, que homenageava treze (quatorze em 1932) jovens mulheres a cada ano, as quais eles acreditavam estarem no limiar do estrelato cinematográfico. Elas foram selecionadas a partir de 1922, até 1934, e eram premiadas anualmente e homenageadas em uma festa chamada WAMPAS Frolic.
Ela estrelou cinco filmes em 1926 e quatro em 1927, mas depois sua carreira diminuiu consideravelmente. Em 1928 e 1929 atuaria em apenas três filmes, e com o advento dos filmes sonoros sua carreira terminou prontamente. Seu último filme foi Whirls and Girls (1929), uma comédia de Mack Sennett. Aposentou-se da vida cinematográfica em Los Angeles, Califórnia, e passou a  trabalhar como secretária,   ali residindo até sua morte.
Destacam-se entre seus filmes The Bells, em 1926, ao lado de Lionel Barrymore e Boris Karloff, pela Chadwick Pictures Corporation; Red Clay, em 1927, ao lado de William Desmond, pela Universal; e Wallflowers, em 1928, ao lado de Jean Arthur.

## Vida pessoal e morte
Lola Todd também era conhecida como Carol Mason.
Morreu em 31 de julho de 1995, com a idade de 91 anos.

## Filmografia parcial
- The Ghost City (1923)
- The Iron Man (1924)
- Pocahontas and John Smith (1924) - Pocahontas
- Robinson Crusoe (1924)
- The Scarlet Streak (1925)
- The Demon (1926)
- The Bells (1926)[7]
- The Return of the Riddle Rider (1927)
- Red Clay (1927)
- Wallflowers (1928)
- Whirls and Girls (1929)